# Stellung (Militär)
Die Stellung ist im Militärwesen der Raum oder Ort, in dem Kampfverbänden für ein Gefecht Stellungen beziehen, Waffensysteme oder einzelne Soldaten in Gefechtsbereitschaft sind. 

## Taktischer Begriff
In einem Geländeabschnitt beziehen Kampfverbände Stellungen für das folgende Gefecht. In der Regel werden bei gleichzeitigem Sendeverbot „gedeckte Stellungen“ bezogen, um der feindlichen Aufklärung möglichst lange entzogen zu bleiben und im Feuerkampf möglichst teilweise gegen feindliches direktes Feuer geschützt zu sein. Die Auswahl der Stellungen richtet sich im Wesentlichen danach, ob sie in den Operationsarten Verteidigung, Verzögerung oder Angriff genutzt werden sollen. Für Verteidigungsgefechte werden sie in der Regel vorbereitend ausgebaut, ansonsten in beweglich geführten Gefechten nur kurzzeitig bezogen.
Charakteristisch für den Ersten Weltkrieg war das Gefecht aus Grabenstellungen (Stellungskrieg oder Grabenkrieg). Diese waren oftmals defensiv, als Verteidigungslinien inklusive Riegelstellungen, konzipiert.
Im Fall der Artillerie spricht man von der Feuerstellung.

## Gefechtsstellungen
Ein „Kampfstand“ ist eine ausgebaute Stellung, aus der heraus meist zwei Soldaten kämpfen. Zusammenhängende Kampfstände eines Zuges oder einer Kompanie werden als Feldstellungen bezeichnet.
Stellungen können für einen oder mehrere Soldaten oder für Waffen (z. B. Feuerstellung für die Artillerie) ausgelegt sein. Vorbereitete Stellungen sind erkundet, für Artillerie ggf. vermessen und für Kampfpanzer möglichst mit dem Räumschild eines Pionierpanzers als kleine Senke und einem kleinen Wall hergerichtet; nur der Turm sollte über die Deckung ragen.
Für den Bau von Einzelstellungen führen die Soldaten einen Klappspaten mit. Die Liegefläche einer Schützenmulde steigt nach vorn leicht an; der Erdaushub wird zu einem halbkreisförmigen Wall aufgeschüttet. Dieser dient als Deckung und als Auflage für das Gewehr; Vertiefungen am Fußende der Schützenmulde dienen der Aufnahme der Füße und des Rucksacks.
Eine Maschinengewehr-Stellung nennt man MG-Nest.
Um vor Aufklärung zu schützen, werden Stellungen und Waffen getarnt. Gegen Feindfeuer schützen Sandsäcke, Erdwälle, dicke Baumstämme oder ähnliches.